# Godefroy de Heinsberg
Godefroy de Heinsberg, dit  de Daelenbroeck, mort en 1395, est seigneur de Daelenbroeck (nl), puis comte de Chiny et de Looz de 1361 à 1362. Il est fils de Jean de Heinsberg, seigneur de Daelenbroeck (frère du précédent comte Thierry de Heinsberg), et de Catherine de Vroon.

## Biographie
Il revendique la succession de son oncle Thierry de Heinsberg en 1361, et se proclame comte de Looz et de Chiny. 
Mais Engelbert III de La Marck, prince évêque de Liège, bien moins clément à l'égard de Godefroy qu'à celui de Thierry de Heinsberg, beau-frère de son prédécesseur et parent d'Adolphe de La Marck, revendique le comté de Looz conformément à l'accord de 1190. 
Engelbert proclame alors le rattachement de Looz au chapitre de Saint-Lambert de Liège le 5 mai 1361, et ses troupes occupent le comté à partir de juin 1361. 
Le 25 janvier 1362, Godefroy vend le comté de Chiny à Arnoul de Rumigny, ainsi que ses droits sur le comté de Looz.

## Famille
Il épouse en 1357 Philippa de Juliers († 1390), fille de Guillaume V, duc de Juliers et de Jeanne d'Avesnes, dont:
- Jean II de Looz-Heinsberg († 1438), seigneur de Heinsberg et de Daelenbroeck;
- Godefroy, chanoine à Utrecht ou Maastricht;
- Jeanne, mariée vers 1375 à Guillaume VII de Horn († 1415);
- Philippa, mariée à Gérard de Tomberg-Landskron puis à Gumprecht comte de Neuenahr (de);
- Catherine, mariée en 1389 à Gisbert de Buron.

## Source
- La fonction épiscopale à Liège aux XIIIe et XIVe siècles: étude de politologie historique, Alain Marchandisse, 1998, Bibliothèque de la Faculté de Philosophie et de Lettres de l'Université de Liège.